# Джураев, Хуршед-Тимур Орифович
Хуршед-Тимур Орифович Джураев (21 сентября 1997, Таджикистан) — таджикский и российский футболист, полузащитник.
Воспитанник казанского «Рубина», в его составе неоднократно становился победителем первенства России в своём возрасте.
С июля 2015 — в эстонском клубе «Нарва-Транс». В январе 2016 подписал с клубом 2-летний контракт. В чемпионате 2016 года провёл 23 игры. По окончании сезона покинул команду.
В 2018 году выступал — за «Рубин-2».
С 2019 года выступал в Таджикистане за «Истиклол». В его составе принимал участие в кубке страны и в Кубке АФК, стал неоднократным чемпионом страны. В 2022—2023 годах играл за ЦСКА (Душанбе), в 2024 году перешёл в «Регар-ТадАЗ».

## Достижения
- Чемпион Таджикистана (3): 2019, 2020, 2021.
- Обладатель Кубка Таджикистана (1): 2019.